# Chó Norfolk Spaniel
Chó Norfolk Spaniel, còn gọi là Chó Shropshire Spaniel là một giống chó tuyệt chủng kể từ đầu thế kỷ 20. Giống chó này ban đầu được cho là có nguồn gốc từ công việc của một trong những công tước của vùng Norfolk, nhưng lý thuyết này đã bị bác bỏ sau khi bị nghi ngờ trong nửa sau của thế kỷ 19. Thuật ngữ này được sử dụng để chỉ các loại Chó Spaniel Springer không phải là Chó Sussex hay Chó Clumber Spaniel và những nỗ lực đã được thực hiện để sử dụng giống chó này để xác định một giống mà sau này được gọi là Chó Springer Spaniel Anh.

## Tính cách
Các Spaniel Norfolk thường tỏ ra không hài lòng khi chúng bị tách ra khỏi chủ sở hữu, vì giống chó này tạo thành sợi dây liên kết mạnh mẽ với chủ nhân của nó. So với những con chó thuộc giống chó Springer Spaniel của thế kỷ 19, giống chó này trở nên buồn sầu hơ, và có thể cứng đầu và ương ngạnh nếu đạt được kết quả. Một số thành viên của giống chó này có thể gây ồn ào, được mô tả là những tiếng "bập bẹ" và tạo ra tiếng ồn khi đi săn theo kiểu tương tự như chó săn, trong khi những giống chó khác thì trầm lặng hơn nhiều.
Việc sử dụng giống chó này phục vụ các chuyến săn bắn rất đa dạng và giống chó này hữu ích cả trên đất liền và môi trường nước. Đặc biệt, giống chó này đã trở nên phổ biến ở Hoa Kỳ vào đầu thế kỷ 20, ở khu vực phụ cận Boston. Chúng được mô tả bởi Câu lạc bộ Spaniel Hoa Kỳ là một giống chó hoạt động tốt dưới nước như Chó tha mồi Chrieapeake Bay.

### Sách tham khảo
- Drury, William D. (1903). British Dogs, Their Points, Selection, and Show Preparation (ấn bản thứ 3). London: L. Upcott Gill.
- Lee, Rawdon Briggs (1897). A History and Description of the Modern Dogs of Great Britain and Ireland, Sporting Dogs. Quyển II. London: Horace Cox.
- Mercer, F. H. F. (1890). The Spaniel and its Training. New York: Forest and Stream.
- Meyrick, John (1861). House Dogs and Sporting Dogs. London: Taylor and Francis.
- Stonehenge (1859). The Dog in Health and Disease. London: Longman, Green, Longman and Robers.
- Watson, James (1905). The Dog Book, A Popular History of the Dog, with Practical Information as to Care and Management of House, Kennel, and Exhibition Dogs; and Descriptions of all the Important Breeds. Quyển I. New York: Doubleday, Page and Company.
- Youatt, William (1852). Lewis, E.J. (biên tập). The Dog. Philadelphia: Blanchard and Lea.